# Azotobàcter
Azotobacter és un gènere de bacteris mòtils, aeròbics que viuen de forma lliure als sòls, tenen un paper important en el cicle del nitrogen, capturen nitrogen atmosfèric i el transformen en ions d'amoni que resta als sòls en forma disponible per a les plantes. Azotobacter també és un organisme model per a la recerca científica i es fa servir com biofertilitzant, additiu alimentari i en alguns biopolímers. Es troben en sòls de pH neutre i alcalí, a l'aigua i associats amb algunes plantes.